# AEGON International 2012
Die AEGON International 2012 waren ein Tennisturnier der WTA Tour 2012 für Damen und ein Tennisturnier der ATP World Tour 2012 für Herren in Eastbourne und fanden zeitgleich vom 18. bis 26. Juni 2012 statt.

## Herrenturnier
Im Finale des Herreneinzel konnte sich Andy Roddick gegen den Titelverteidiger Andreas Seppi in zwei Sätzen durchsetzen. Das Doppelfinale der Herren konnten Colin Fleming und Ross Hutchins gegen Jamie Delgado und Ken Skupski gewinnen, welche mit einer Wildcard am Turnier teilnahmen.

## Damenturnier
Das Einzel der Damen entschied Tamira Paszek für sich im Finale, welches über drei Sätze andauerte, gegen Angelique Kerber. Den Titel im Damendoppel erlangten Nuria Llagostera Vives und María José Martínez Sánchez nach einer Aufgabe im zweiten Satz des Finales von Liezel Huber und Lisa Raymond.